# Sinar Sabungan
Sinar Sabungan is een bestuurslaag in het regentschap Toba Samosir van de provincie Noord-Sumatra, Indonesië. Sinar Sabungan telt 653 inwoners (volkstelling 2010).